# Goodrich (Dakota du Nord)
Pour l’entreprise américaine, voir Goodrich.
Pour les articles homonymes, voir Goodrich (homonymie).
La ville américaine de Goodrich est située dans le comté de Sheridan, dans l’État du Dakota du Nord. Lors du recensement de 2010, sa population s’élevait à 98 habitants.

## Histoire
Goodrich a été fondée en 1901.

## Démographie
| Groupe            | Goodrich | Dakota du Nord | États-Unis |
| ----------------- | -------- | -------------- | ---------- |
| Blancs            | 98,0     | 90,0           | 72,4       |
| Amérindiens       | 2,0      | 5,4            | 0,9        |
| Autres            | 0        | 4,6            | 26,7       |
| Total             | 100      | 100            | 100        |
|                   |          |                |            |
| Latino-Américains | 0        | 2,0            | 16,7       |

Selon l'American Community Survey, pour la période 2011-2015, 97,87 % de la population âgée de plus de 5 ans déclare parler l'anglais à la maison et 2,13 % déclare parler l'espagnol.
| 1910 | 1920 | 1930 | 1940 | 1950 | 1960 |
| ---- | ---- | ---- | ---- | ---- | ---- |
| 410  | 476  | 468  | 476  | 448  | 392  |

| 1970 | 1980 | 1990 | 2000 | 2010 | - |
| ---- | ---- | ---- | ---- | ---- | - |
| 300  | 288  | 192  | 163  | 98   | - |

## Source
- (en) Cet article est partiellement ou en totalité issu de l’article de Wikipédia en anglais intitulé « Goodrich, North Dakota » (voir la liste des auteurs).